# Наука в Чаде
Наука в Чаде (англ. Science in Chad) находится в бедственном положении. Чад — одно из самых бедных государств в мире, научные исследования финансируются очень слабо.

## Обзор
В Нджамене есть институт исследований хлопка, основанный в 1939 году. Университет Нджамены, основанный в 1971 году, имеет факультеты науки, медицины и здоровья. В 1987-97 годах на научно-техническую специализацию приходилось 14 % студентов колледжей и университетов. Существует национальная школа телекоммуникаций в Сархе. Большинство исследований в Чаде зависит от зарубежных ученых и техников, однако многие иностранные работники были эвакуированы во время боевых действий в начале 1980-х и 2000-х годах.